# Río Santo
El río Santo, también llamado río Albuñuelas y río Saleres a su paso por las respectivas localidades, es un río del sur de la península ibérica perteneciente a la cuenca mediterránea andaluza que discurre en su totalidad por el territorio del suroeste de la provincia de Granada. 

## Curso
El río Santo nace en la sierra homónima a unos 870 m de altitud. Realiza un recorrido en dirección oeste-este de unos 15 km hasta su desembocadura en el río Dúrcal cerca de la población de Restábal, poco antes del inicio del embalse de Béznar. Hidrológicamente el río Santo se encuentra muy alterado por el alto grado de aprovechamiento de sus aguas para el riego por lo que su caudal es muy inferior al natural y prácticamente nulo durante el estiaje.